# Мали игличави пацов
Мали игличави пацов (лат. Maxomys baeodon) је врста глодара из породице мишева (лат. Muridae). 

## Распрострањење
Малезијски део острва Борнео је једино познато природно станиште врсте.

## Станиште
Врста има станиште на копну.

## Угроженост
Подаци о распрострањености ове врсте су недовољни.

### Популациони тренд
Популациони тренд је за ову врсту непознат.